# Idir Khourta
Idir Abdullah Khourta (en arabe : إدير عبدالله خرطة), né le 26 juillet 1986 à Sète en France, est un joueur de tennis de table algérien.

## Biographie
En février 2013, Khourta est classée no. 522 dans le monde par la Fédération internationale de tennis de table (ITTF). Khourta est membre de l'équipe de tennis de table du Fréjus Sports Club, et est entraîné par Eric Angles. Il est également gaucher et utilise la poignée classique et la lame Yasaka Offensif 40.
Il est médaillé de bronze par équipe aux Championnats d'Afrique de tennis de table 2007 à Brazzaville.
Représentant sa nation d'adoption, l'Algérie, Khourta s'est qualifié pour le tournoi de simple masculin aux Jeux olympiques d'été de 2008 à Pékin, en recevant une place parmi les 8 meilleurs joueurs classés des Jeux africains de 2007 à Alger,,. Il a perdu le match de tour préliminaire face à William Henzell de l'Australie, avec un score final d'ensemble de 1 à 4,.